# Tiny Webb
Mitchell 'Tiny' Webb, ook wel Big Tiny Webb (rond 1920 – na 1954), was een Amerikaanse jazz- en r&b-gitarist.

## Biografie
Webb werkt sinds het midden van de jaren 1940 in Los Angeles met Happy Johnson, Jesse Perry, Duke Henderson, Dorothy Donegan, Jay McShann, Hadda Brooks, Sylvester Mike, Lowell Fulson, Johnny Crawford, Jimmy Witherspoon (Miss Clawdy B), Ray Charles (Blues Before Sunrise), Floyd Dixon (That'll Get It), Betty Hall Jones en Eddie Williams. In 1949 nam hij het r&b-nummer Billboard Special en de blauwe track Tiny’s Down Home op onder zijn eigen naam voor Modern Records. Datzelfde jaar scoorde Webb een #1 hit in de Billboard r&b-hitlijsten met het Red Miller Trio met Bewildered, met het Maxine Trio (Confession Blues, met Ray Charles) bereikte hij #5. Begin jaren 1950 was hij betrokken bij opnamen van Velma Middleton, Lloyd Glenn, Percy Mayfield, Helen Humes en Earl Bostic. Op het gebied van jazz en rhythm & blues was hij tussen 1945 en 1954 betrokken bij 41 opnamesessies, meest recent met Sonny Knight en het Maxwell Davis Orchestra.

## Overlijden
Webb, die ongeveer 150 kg woog, overleed na 1954 op vrij jonge leeftijd aan de gevolgen van obesitas.
- Library of Congress Control Number: no00096551
- Virtual International Authority File: 16778157
- WorldCat: E39PBJdcD7vBPXMg3vJpqgPRKd